# Mont Saint-Walfroy
Le mont Saint-Walfroy ou ermitage de Saint-Walfroy est une colline des Ardennes. Son sommet culmine à 350 mètres d'altitude. Près de 200 mètres plus bas s'étalent les villages dans leurs vallées, où serpentent les cours d'eau. Pour arriver à Saint-Walfroy, il faut monter par des chemins escarpés. Une fois au sommet, le panorama s'étend sur la Meuse et les Ardennes.
Il s'agit d'un ancien lieu de culte païen, choisi comme lieu d’ermitage au VIe siècle par Walfroy le Stylite et devenu, depuis, un lieu de culte et de pèlerinage. Ce site devient dès lors un témoin des vicissitudes de l'histoire de l'église catholique française et de l'histoire d'un territoire ardennais, à proximité immédiate de la frontière.

## Géographie
Le mont Saint-Walfroy est situé sur la commune de Margut, en Ardennes, dans l'extrémité nord-est de ce département, à proximité de la limite avec celui de la Meuse. C'est une hauteur à 350 mètres d'altitude, alors que le centre du bourg de Margut est à 171 mètres. La colline est entourée de différents cours d'eau : la Chiers à l'ouest, le ruisseau de Bièvres au sud, la Carité au nord.

## Histoire
Le mont Saint-Walfroy est sans doute un de ces lieux « où souffle l'esprit » selon l'expression de Maurice Barrès à propos d'une autre colline lorraine, dans son roman La colline inspirée : c'est un haut-lieu du paganisme devenu un haut-lieu du christianisme et de l'évangélisation des campagnes ardennaises,.
Une des divinités les plus vénérées de la région à l'époque gallo-romaine était Diane, déesse de la chasse, assimilée par la population à Arduinna, déesse celtique de la faune. Dans son Histoire des Francs, Grégoire de Tours relate comment, revenant, vers l'an 585, de Coblence par l'ancienne voie romaine menant de Trèves à Reims et parvenu à Yvois, il y rencontre le diacre Wulfilaïc (ou Walfroy) qui le mène sur cette colline où il a fondé un monastère. Sollicité par ses visiteurs, il leur raconte le culte de Diane trouvé sur place, sa vie en ermite stylite, qui attire à lui les habitants des environs, intrigués, la façon dont il vient à bout des cultes païens, puis son installation sur place au sein d'une des premières communautés chrétiennes,.
Après le décès de Walfroy, d'autres ermites, vivant de leur travail, poursuivent son œuvre. Le lieu est l'objet de plusieurs incendies et pillages. En 1237, l'ermitage est confié à l'abbaye d'Orval. En 1556, il fait partie des territoires qui passent du Saint-Empire romain germanique aux Pays-Bas espagnols, puis, en 1659, des territoires cédés à la France par l'article 38 du traité des Pyrénées. En 1727, on dénombre encore quatre moines relevant de l'abbaye d'Orval, en 1790, il en reste deux, en 1793 un seul. En 1793, le domaine est vendu comme bien national. Certains des nouveaux propriétaires du lieu y animent, à leur façon, des pèlerinages lucratifs.
En 1855, le cardinal Gousset, évêque de Reims, rachète la propriété, grâce à l'appui du diocèse de Reims et des diocèses voisins, Namur (Belgique) et Verdun. Il confie la maison à l'abbé Rondeau, encouragé par Jean-Marie Vianney qu'il rencontre lors d'un voyage à Ars. Saint-Walfroy est alors une paroisse. D'importants travaux sont entrepris, les bâtiments et l'église sont réédifiés. En 1868, les lazaristes font de l'ermitage une maison de retraite spirituelle. Ils construisent le petit cimetière. En 1874, est construit le chemin de croix puis en 1880 la chapelle Notre-Dame du Prompt-Secours (toujours située sur le plateau). Le lieu est devenu tout à la fois un couvent, une maison de repos, un centre d'accueil spirituel et un centre de rencontre.
Le 9 décembre 1905, la loi de séparation des Églises et de l'État est adoptée. Le domaine est mis sous séquestre le 13 décembre 1906 par arrêté préfectoral, puis attribué en décembre 1909 au département des Ardennes. Les élus en sont bien embarrassés. Les lazaristes sont contraints de partir. Finalement, un industriel textile de La Ferté-sur-Chiers, Louis Détré, loue la propriété et la met à disposition du diocèse de Reims.
Les clés de l'ermitage sont confiées au curé de Margut, puis à des missionnaires diocésains, libérés de l'animation d'une paroisse pour se consacrer à une reconquête souhaitée par la hiérarchie catholique. Jules Bihéry, originaire de La Neuville-a-Maire et Éphrem Artus, natif d'Osnes, sont deux de ces missionnaires. En 1910, ils quittent l'ermitage pour s'installer à Charleville. Il ne reste sur place que l'abbé Couvert, fils d'un maréchal-ferrant de Sapogne-et-Feuchères. Georges Couvert est mobilisé en 1914, et lorsqu'il revient, il découvre les bâtiments de l'ermitage détruits par un incendie en 1916. Seule l'église est debout. Entre-temps, le département a mis en vente le domaine qui a pu être racheté par le diocèse, via une Société civile immobilière de la Chiers, avec l'aide de Louis Détré.
Les pèlerins reviennent dans l'entre-deux-guerres. L'abbé Couvert réussit à faire reconstruire l'ermitage, sans grands appuis financiers, et à restaurer le chemin de croix. Des colonies de vacances d'un centre social catholique de Reims animent également le lieu à partir de 1936. L'abbé Couvert, après avoir restauré le domaine, s'en va, sur les conseils de son évêque et devient curé de campagne à Beaumont-en-Argonne.
Ces années 1930 sont marquées par une tension internationale. Le parti nazi s'est emparé du pouvoir en Allemagne en 1933. Ce pays réarme et rétablit le service militaire en mars 1935. Le gouvernement français décide, par une loi-programme votée le 6 juillet 1934 de prolonger la ligne Maginot par l'édification de nouveaux ouvrages dans le secteur fortifié de Montmédy, et donc du mont Saint-Walfroy. Ce sont les nouveaux fronts (appelés aussi « second cycle ») de la ligne Maginot. Les constructions sont menées entre 1935 et 1938. Une casemate dite CORF est construite entre Margut et le sommet du mont Saint-Walfroy.
Durant l'hiver 1939-1940 et la drôle de guerre, une centaine de militaires français occupent les lieux. La colline constitue un point d'observation idéal. François Mitterrand, alors sergent au 23e régiment d'infanterie coloniale, participe au creusement d'un fossé anti-chars au pied des pentes du mont Saint-Walfroy, et écrit à un de ses amis que ces travaux « ressemblent aux châtiments que l'on inflige aux criminels et aux saboteurs de l'ordre social » pendant que « des officiers pleins de morgue jouent aux cartes toute la journée ». En mai 1940, cette colline devient la cible de l'aviation et de l'artillerie allemande. En septembre 1944, une ultime bombe explose à proximité des bâtiments. La Seconde Guerre mondiale a détruit à nouveau l'ermitage.
En 1950, l'abbé Couvert revient sur place à la demande de Mgr Marmottin, archevêque de Reims, et lance une nouvelle reconstruction, en bénéficiant cette fois des dommages de guerre et d'un appui plus fort du diocèse. Huit ans plus tard, il quitte une deuxième fois l'ermitage, ayant achevé cette nouvelle restauration du lieu. Les oblats de Marie Immaculée assurent le pèlerinage et le service des paroisses voisines, jusqu'en 1980. Le statut du domaine se clarifie en janvier 1960, avec un propriétaire qui est toujours la Société civile immobilière de la Chiers, et la création de l'association de Saint-Walfroy, organisant les activités et les pèlerinages. En 1989, les Frères auxiliaires du clergé arrivent, installés le 10 septembre par Mgr Balland. En 2002, les Frères auxiliaires du clergé quittent Saint-Walfroy.
Depuis cette date, la gestion de l'ermitage a changé. Un recteur, qui est un prêtre à la retraite désigné par le diocèse, anime les lieux.

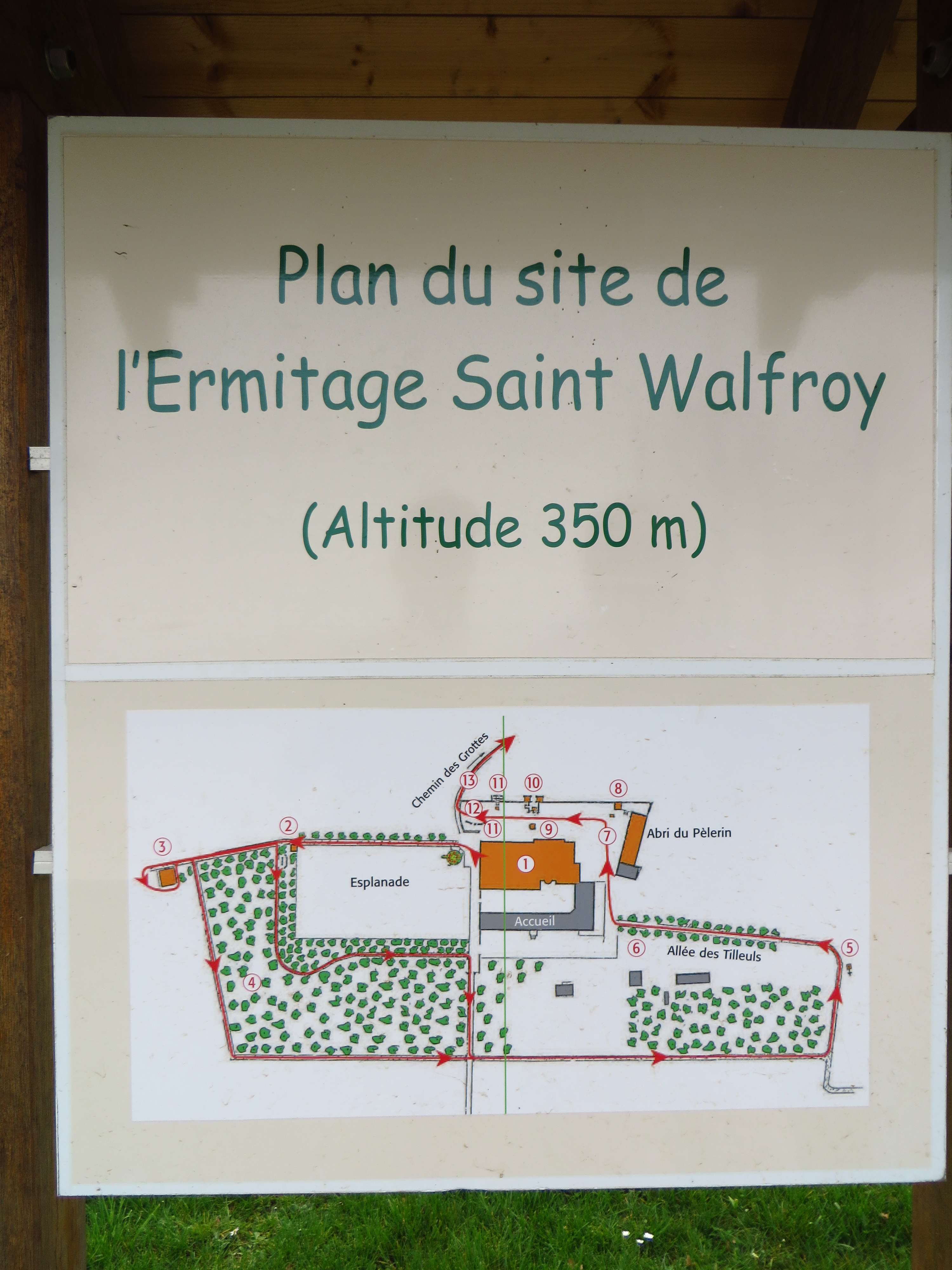
Ermitage Saint-Walfroy : plan.
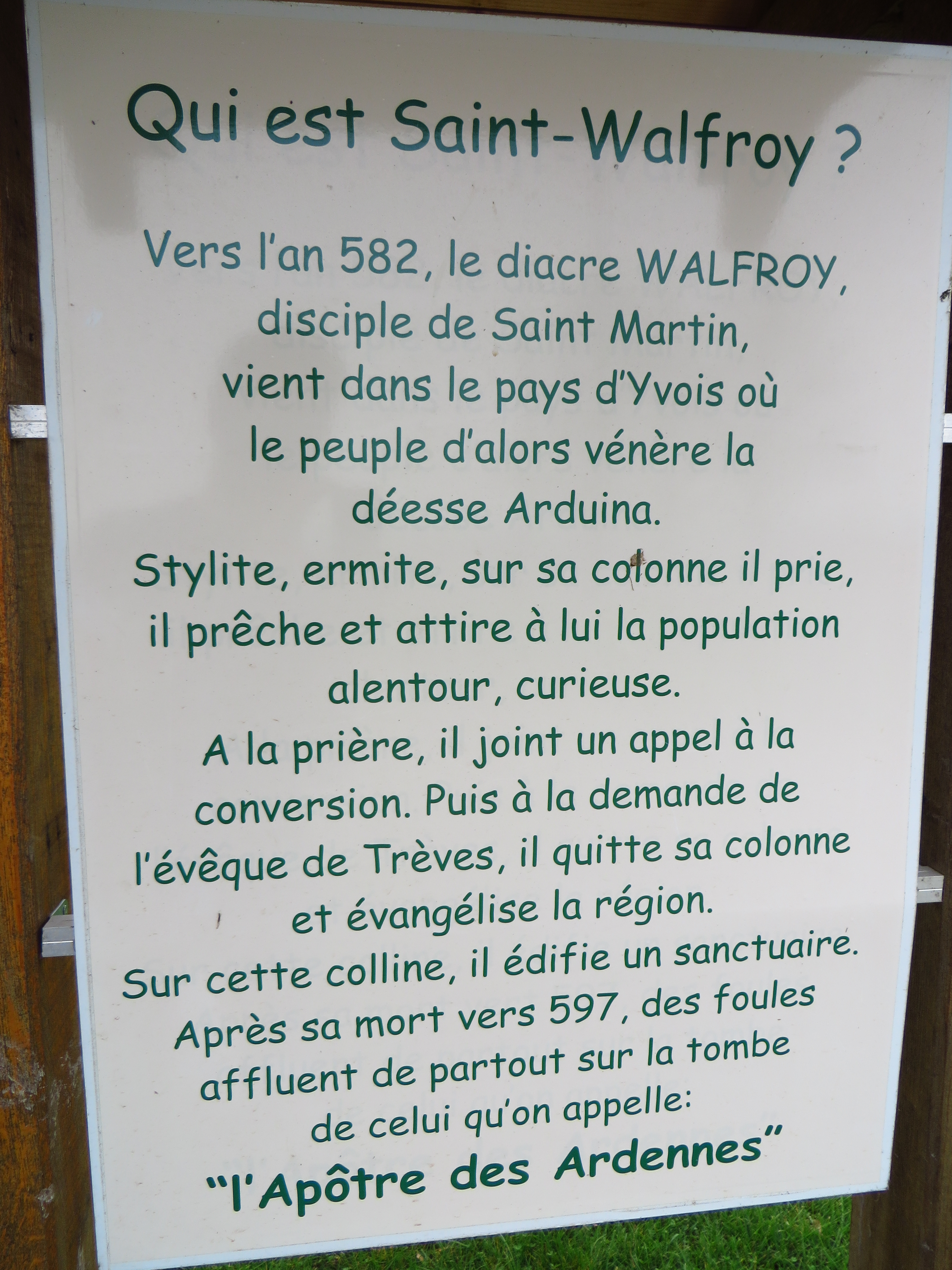
Ermitage Saint-Walfroy : biographie de saint Walfroy.
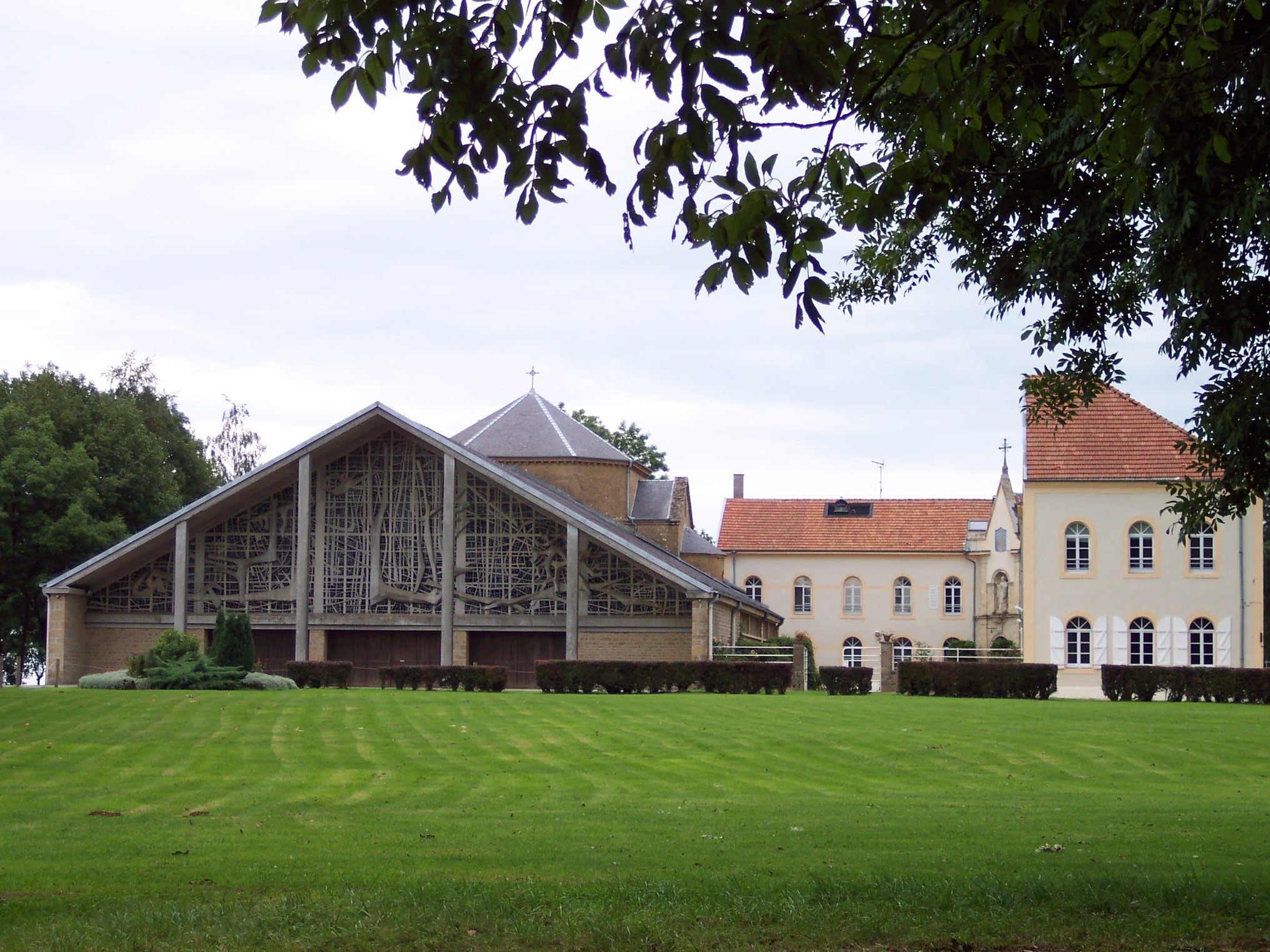
Vue générale : l'église et l'ermitage.
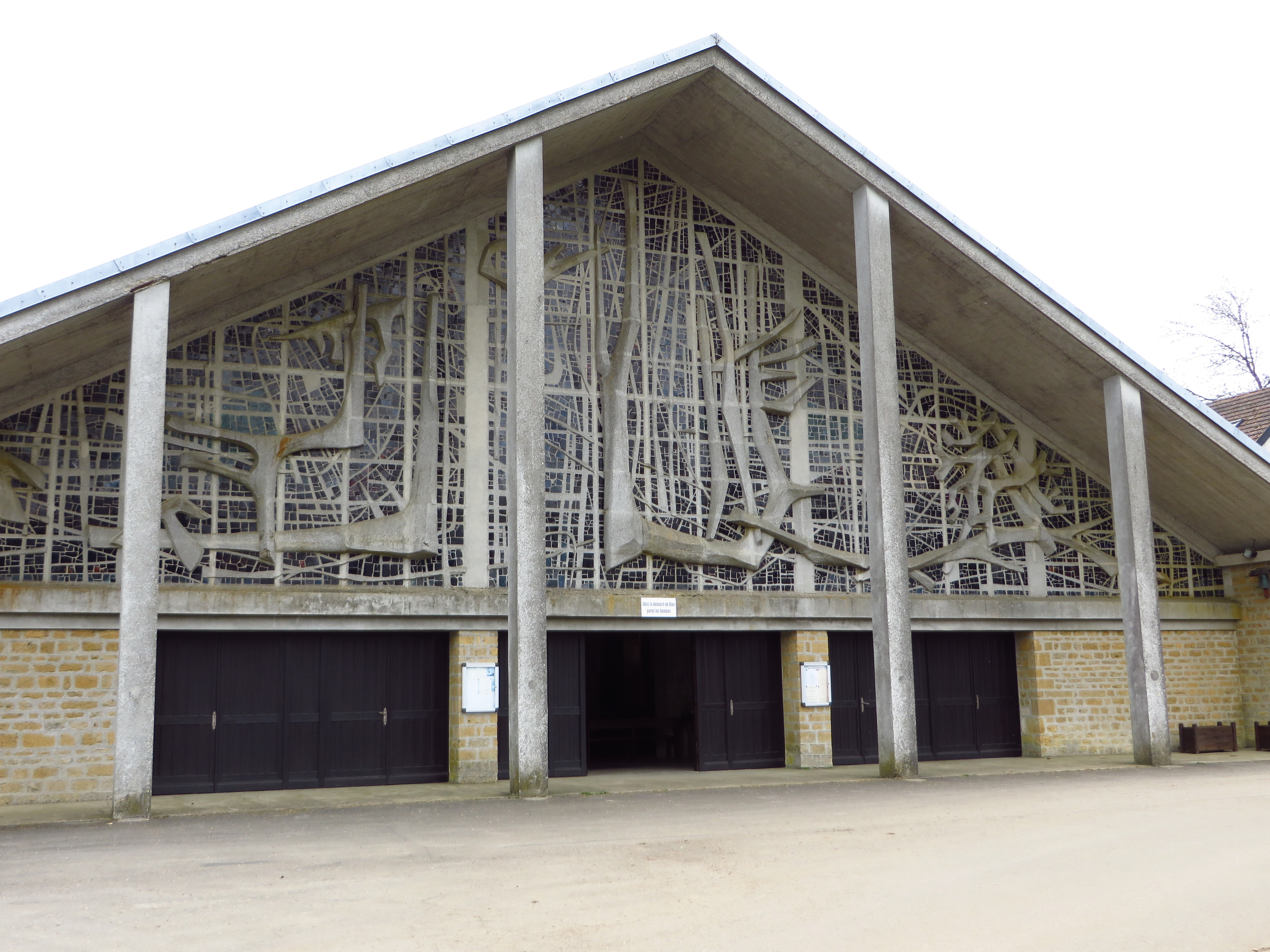
Ermitage Saint-Walfroy : l'église.
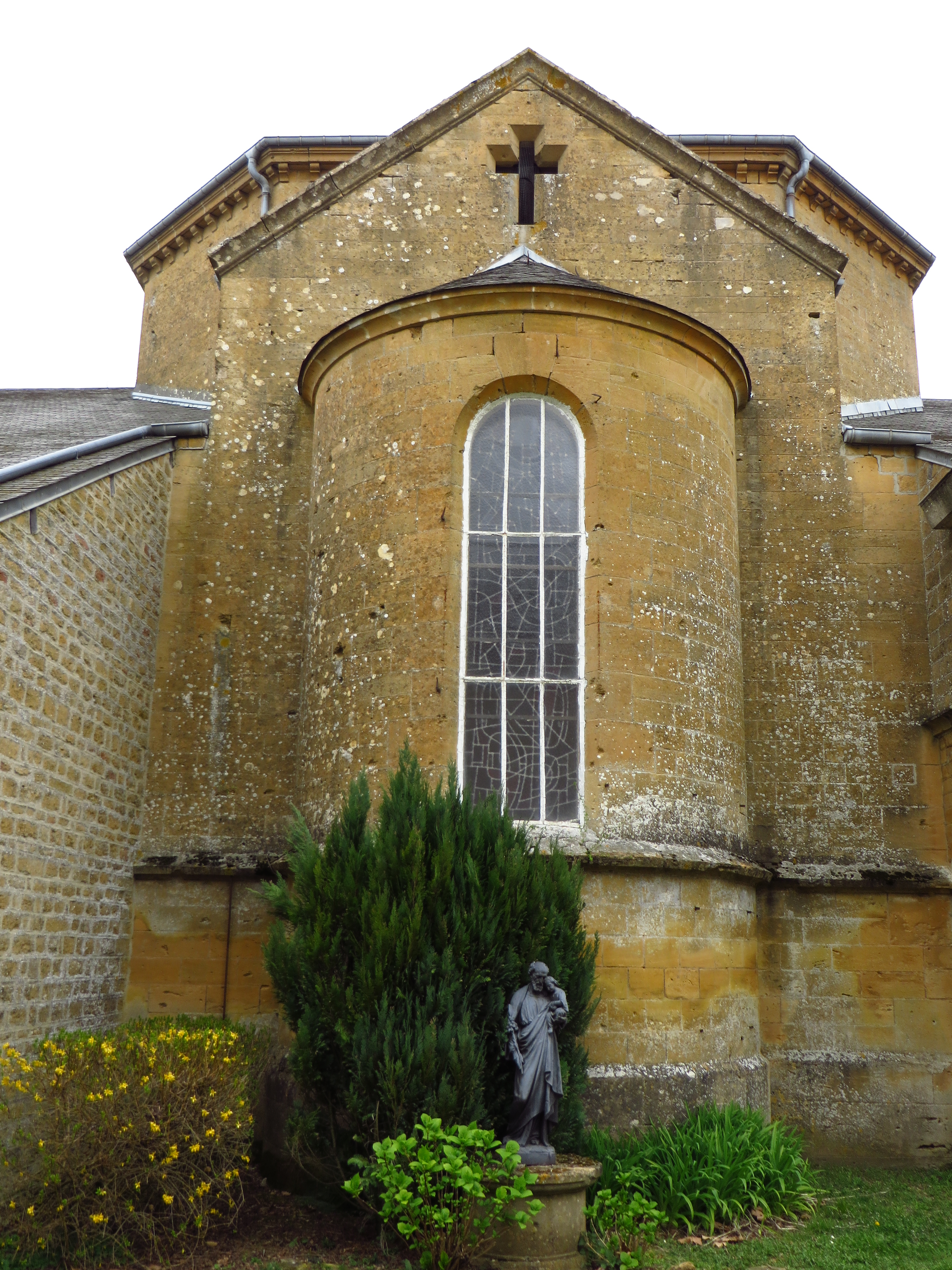
Ermitage Saint-Walfroy : partie ancienne.
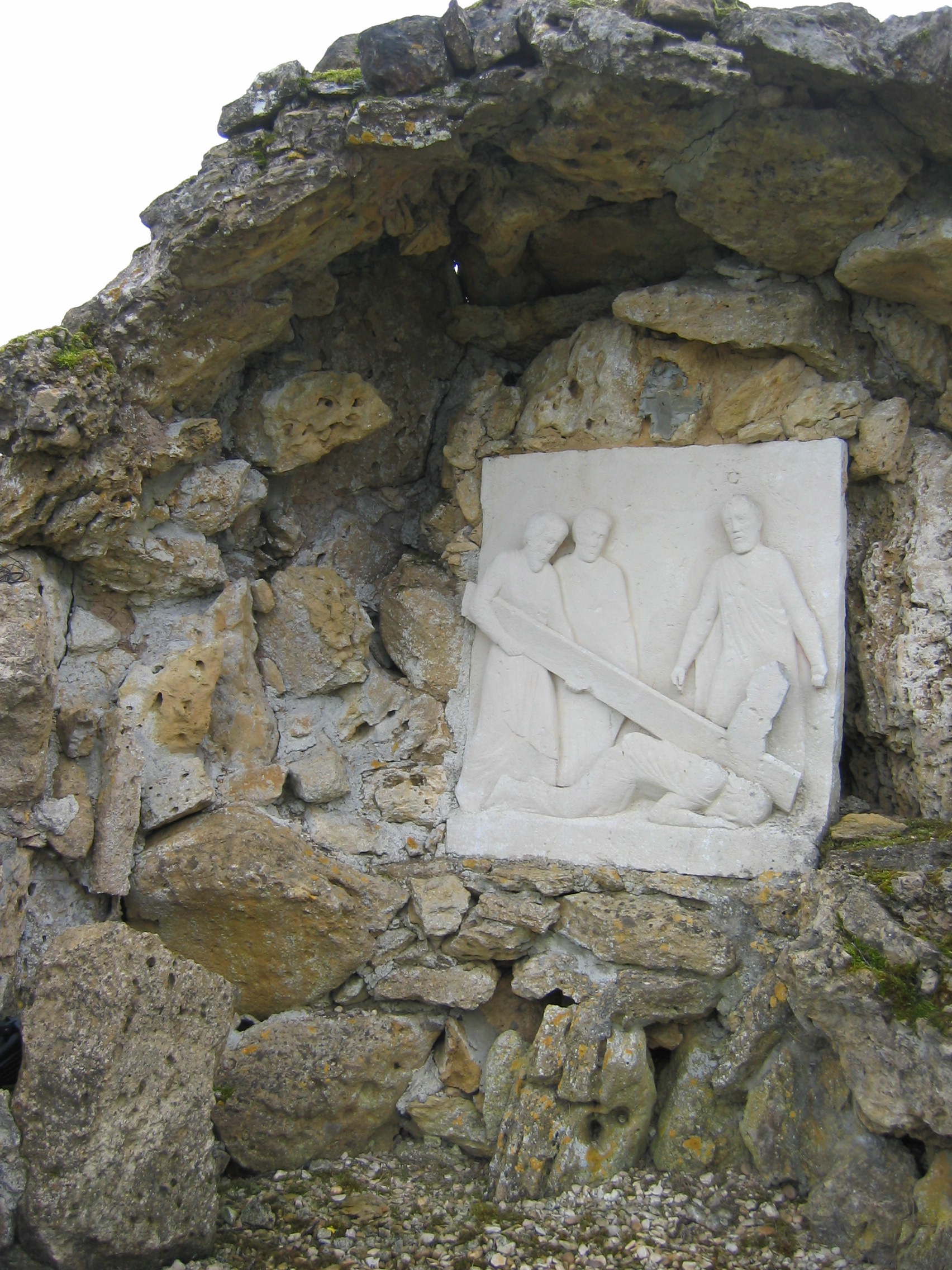
Une station du chemin de croix.
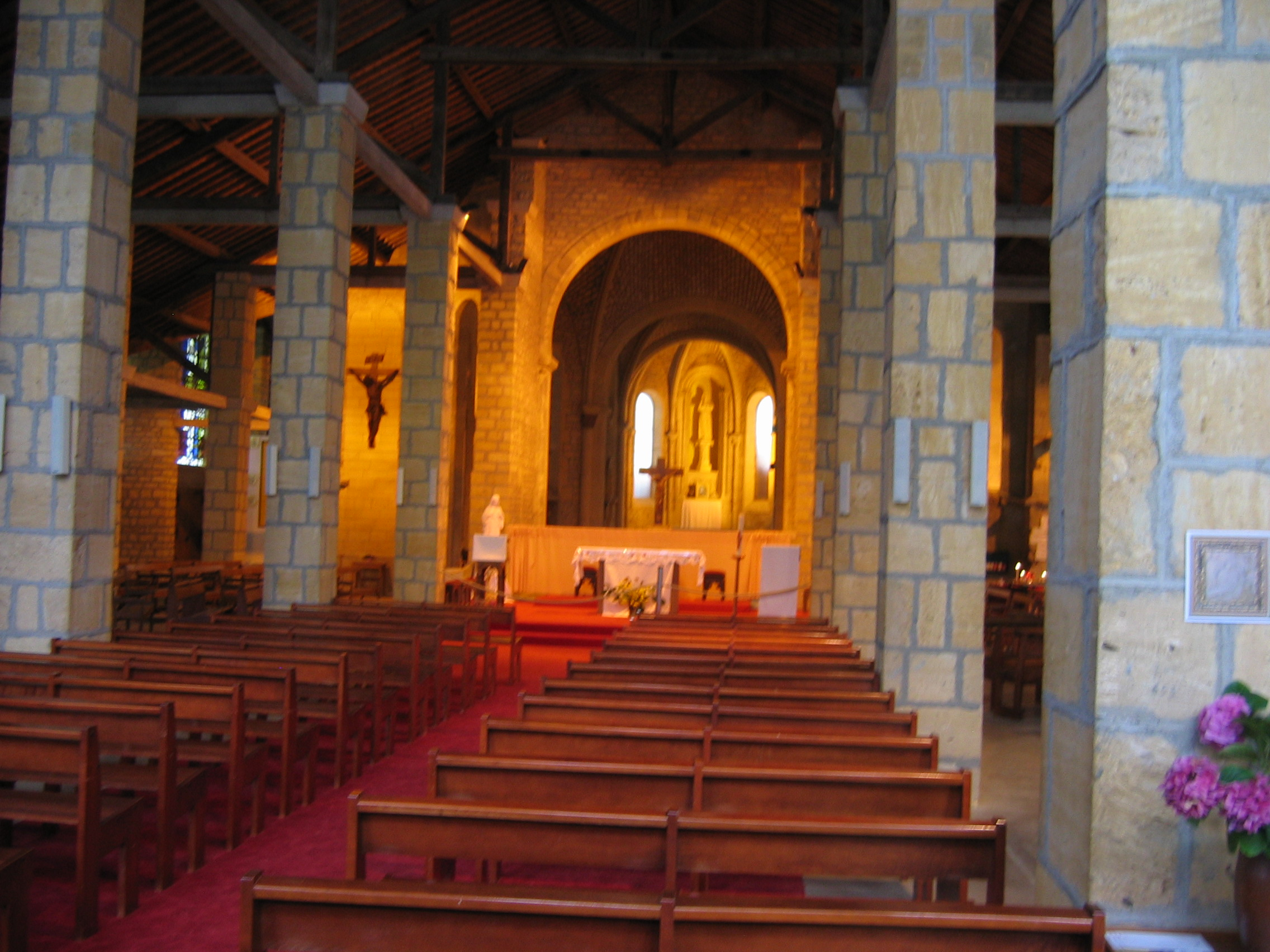
Intérieur de l'église.
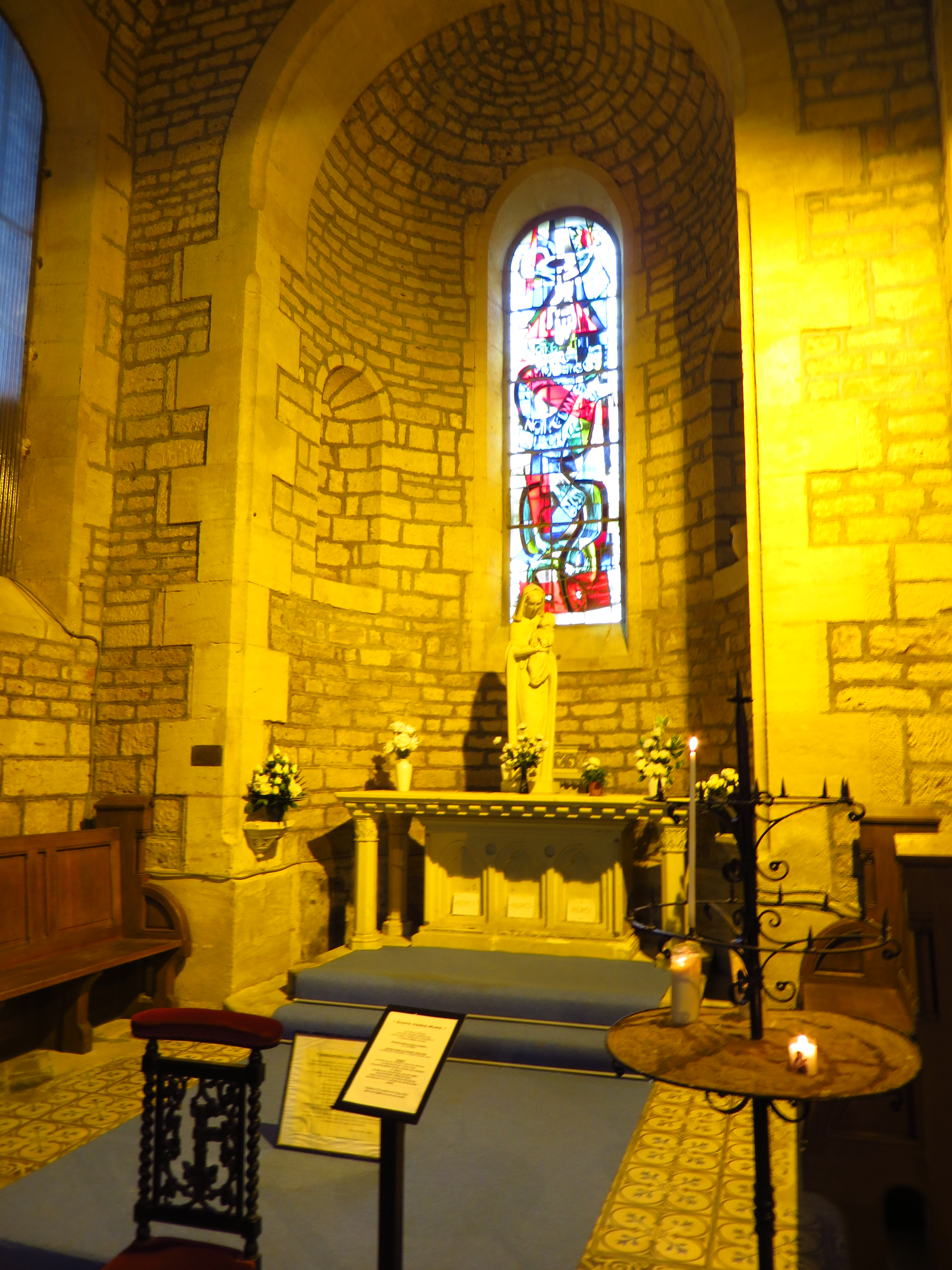
Ermitage Saint-Walfroy : un autel.
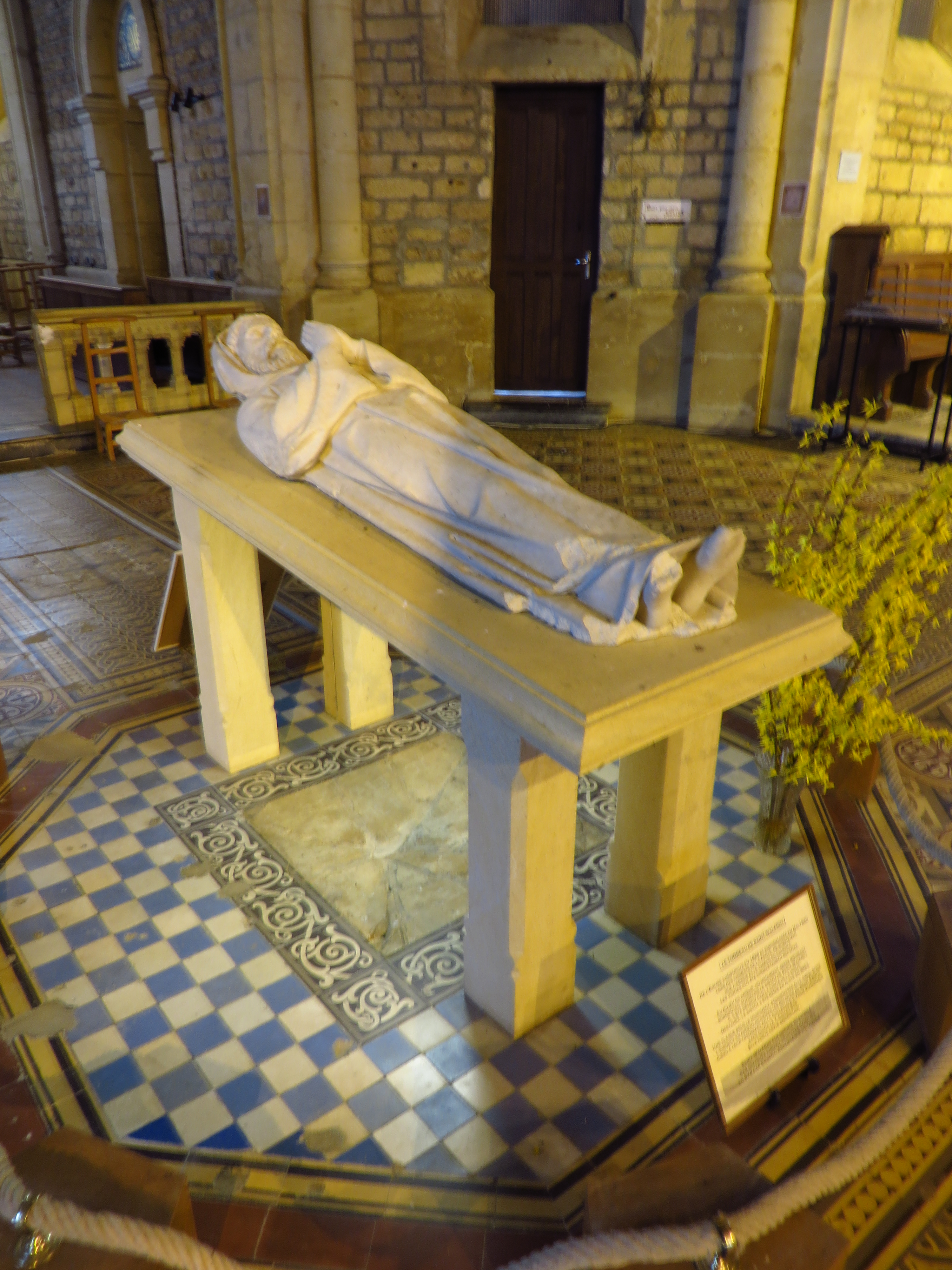
Ermitage Saint-Walfroy : gisant.
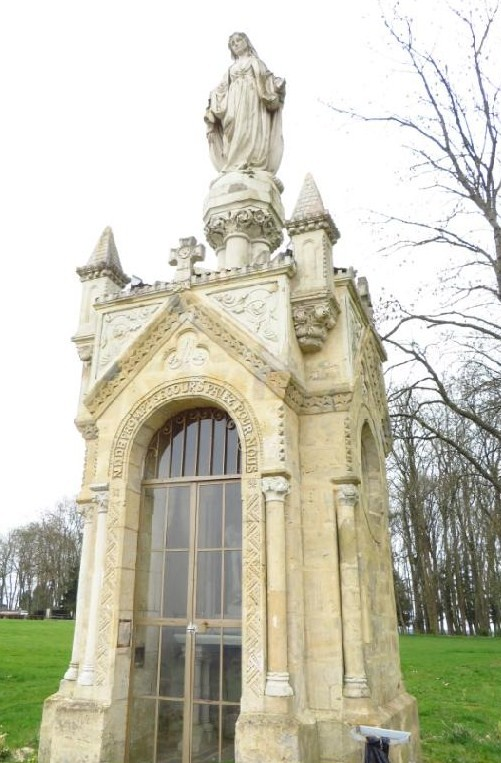
Ermitage Saint-Walfroy : chapelle du parc.
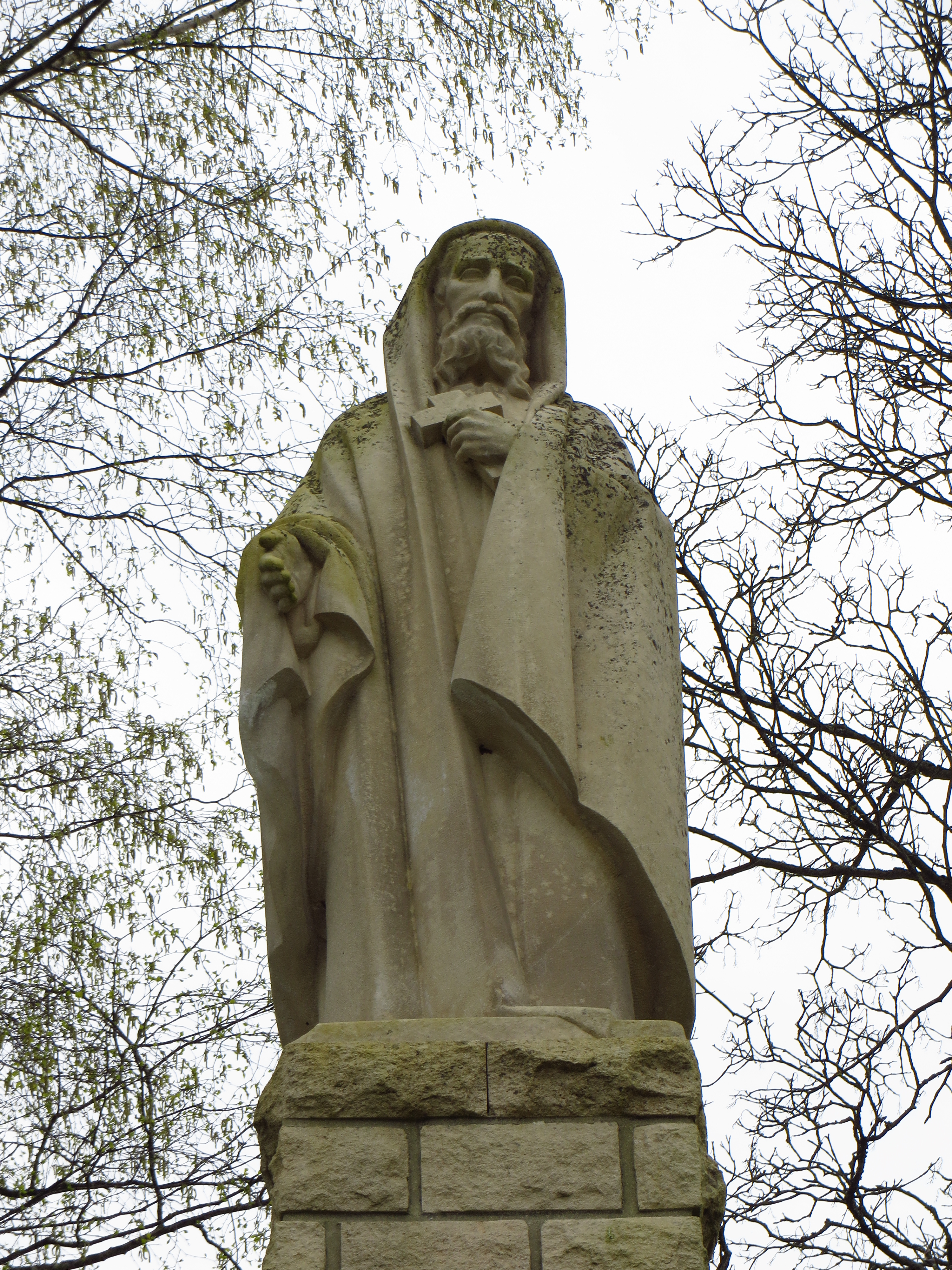
Statue de saint walfroy.
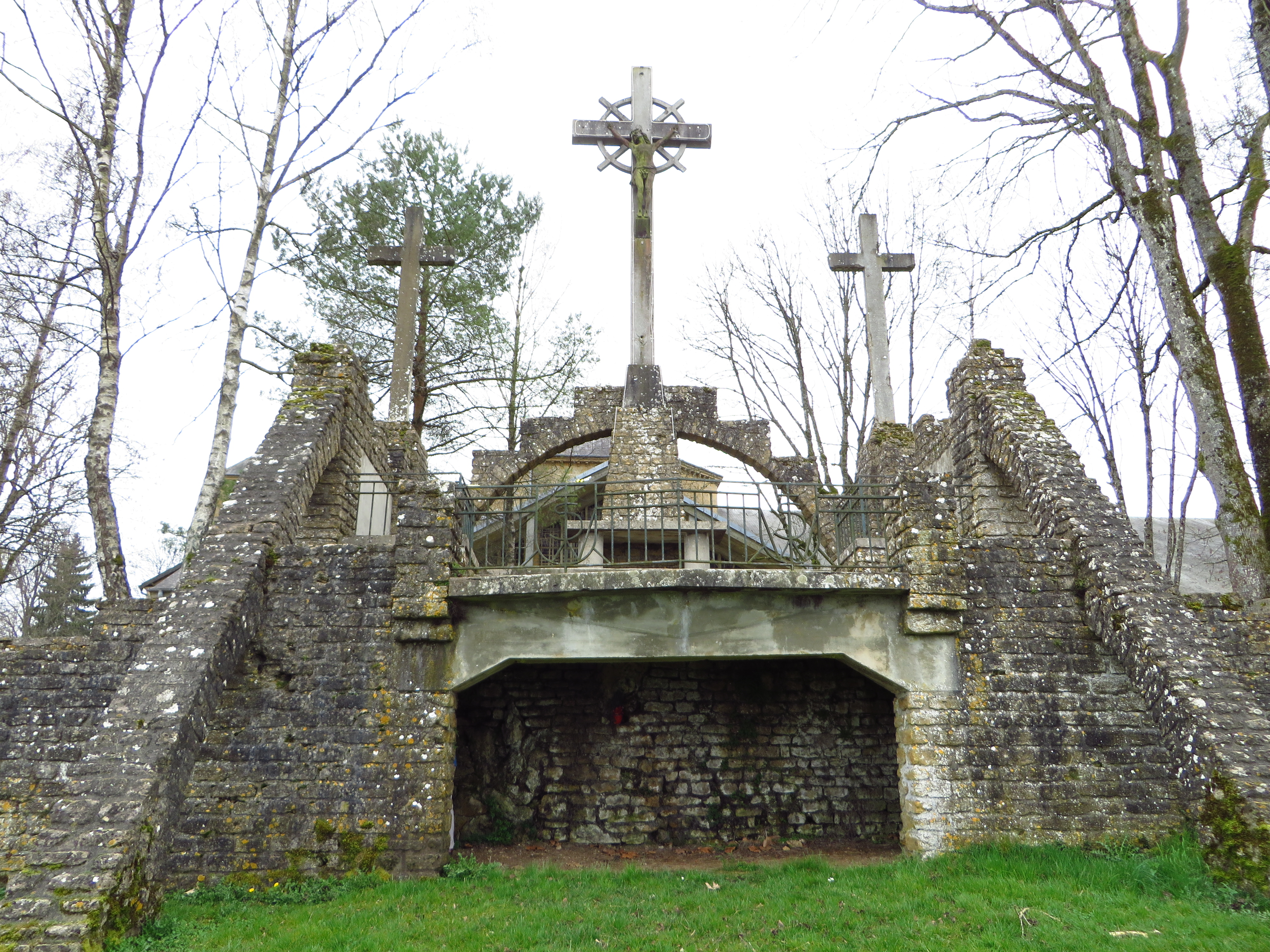
Ermitage Saint-Walfroy : calvaire.

## Patrimoine et accès touristique
Venant de Margut, à la ferme de Champel, la route goudronnée tourne brusquement. La pente devient raide et la route encore un peu plus étroite. À partir de la fontaine dont les eaux sont réputées miraculeuses, les quatorze stations du chemin de croix, imitant grossièrement de petites grottes, se dressent de part et d'autre de cette route. Celle-ci se termine en haut de la colline par un calvaire et une esplanade entourée d'arbres.
À ce sommet, à gauche, on découvre l'église de Saint-Walfroy telle que restaurée dans les années 1950 par l'abbé Couvert et l'architecte Poirier, intégrant le chevet de l'ancienne église. Sa forme extérieure, très large, de verres et de béton, évoque la tente-abri du pèlerin. À l'intérieur, une halle à cinq travées s'ouvre, un espace rythmé par des piliers, pouvant suggérer dans l'esprit des visiteurs la forêt ardennaise. Cette large nef fait la jonction avec ce qui subsiste de la précédente église, construite dans l'entre-deux-guerres. Un bas clocher octogonal surmonte légèrement la toiture d'ardoise, à l'aplomb d'un gisant évoquant Walfroy le Stylite. Ses reliques ont quitté ce lieu dès l'an 979 pour Yvois, puis ont disparu.
La verrière de la façade principale, en entrée, est une œuvre de Pierre Gaudin : elle symbolise, de façon abstraite, la lutte du bien et du mal, de la Foi contre l'idole païenne Arduina, l'Église dans la tempête.
Autour d'une cour se trouvent les bâtiments et dépendances de l'ermitage, permettant d'héberger et de restaurer les pèlerins, les retraitants et l'équipe gérant l'établissement. Le site a accentué sa vocation d'accueil pour les groupes (retraites, sessions pour un pèlerinage, halte spirituelle, etc.). L'ermitage dispose aujourd'hui de 70 lits, 41 chambres, dont une dizaine de chambres pour des personnes handicapées. Un peu derrière l'église, un autre bâtiment plus modeste constitue l'abri du pèlerin, un point de repos et d'échange ouverts aux randonneurs et aux personnes de passage.
À l'ouest, dominant toute la vallée, se dresse un édicule surmonté d'une statue de Notre-Dame de Prompt-Secours et, proche de la chapelle, une colonne en pierre, de sept mètres de haut, supportant la statue de saint Walfroy.
De tous côtés, le panorama sur les Ardennes et la Meuse s'offre aux regards. La route venant de Margut se prolonge de l'autre côté du sommet en un chemin un peu moins raide croisant un peu plus loin et un peu plus bas un autre chemin, appelé chemin des Romains, et situé sur la commune de Bièvres. Ce chemin des Romains mène à gauche à la D52 et à La Ferté-sur-Chiers.

### Webographie
- « Église Saint-Walfroy de l'ermitage », sur le site du Centre national de documentation pédagogique.